# Wyderka orientalna
Wyderka orientalna, wydra karłowata (Lutra cinerea) – gatunek drapieżnego ssaka z rodziny łasicowatych (Mustelidae). Najmniejsza wydra występująca w Azji.

## Taksonomia
Wyniki analizy mitochondrialnego cytochromu b opublikowane w 1998 r. wskazywały, że należy ją przyporządkować do rodzaju Aonyx. Wyniki badań molekularnych opublikowane w 2008 r. wykazały, że wyderka orientalna jest taksonem siostrzanym Lutrogale, co przemawia za utrzymaniem rodzaju Amblonyx lub rozszerzeniem Aonyx, aby uczynić go monofiletycznym. Linie rozwojowe rozdzieliły się genetycznie około 1,5 miliona lat temu.

## Morfologia
Dorosłe wyderki orientalne mierzą około 0,9 m (od nosa do ogona) i mogą ważyć do 5 kg. 
Zwężający się ogon jest gruby i muskularny, zwłaszcza u nasady, i stanowi ponad połowę długości ciała. 

## Występowanie
Wyderka orientalna jest spotykana na bagnach namorzynowych i podmokłych, słodkowodnych terenach Bangladeszu, południowych Indii, Chin, Tajwanu, Indochin, Malezji, Indonezji i Filipin. Preferują środowisko wodne.

## Zachowanie
Wyderki orientalne żyją w rodzinach, w wielopokoleniowych grupach, liczących do 15 osobników. Jedynie para alfa może się rozmnażać, a jej poprzednie potomstwo pomaga w wychowaniu młodych.

### Pożywienie
Żywią się rybami, żabami, krabami, rakami i skorupiakami.
Dzięki nietypowemu ułożeniu pazurów przednich łap, wydra karłowata może rozłupywać pancerze, skorupy i żywić się skorupiakami i mięczakami.

## Status i ochrona
Z powodu utraty siedliska, zanieczyszczenia i polowań, na niektórych obszarach, wydra karłowata jest klasyfikowana przez IUCN jako gatunek narażony (ang. vulnerable, VU).
Od sierpnia 2019 r. znajduje się w wykazie załącznika I do konwencji CITES, co wzmacnia jego ochronę w odniesieniu do handlu międzynarodowego.

## Galeria

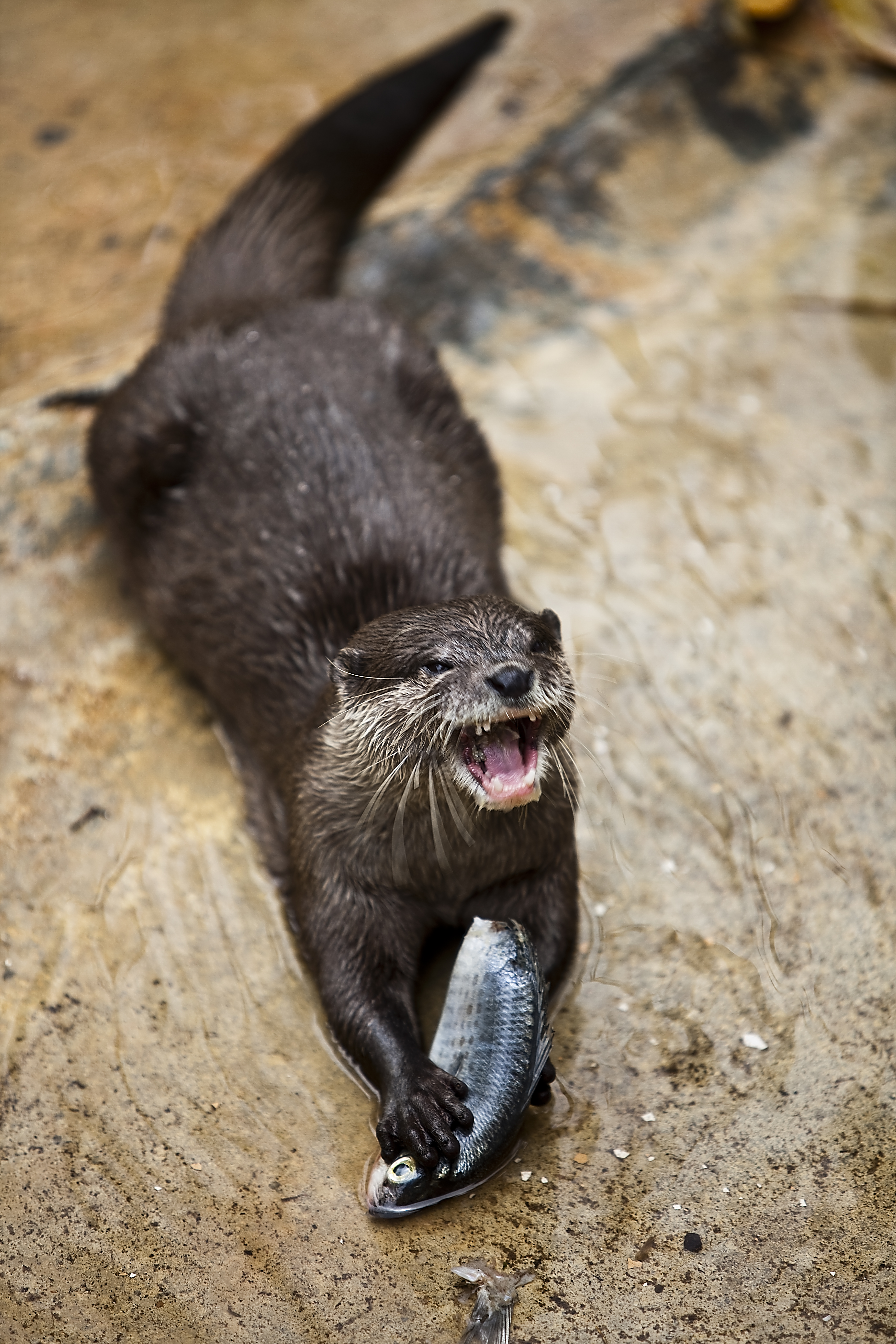